# Osebnost
Osébnost je trajna, edinstvena celota vseh duševnih, vedenjskih in telesnih značilnosti posameznika. Deli, ki sestavljajo osebnost, so lastnosti, trajne osebnostne značilnosti oziroma ustaljeni načini doživljanja in vedenja. Ljudje se po lastnostih razlikujejo (družabnost, inteligentnost, zgovornost, poštenost ...). Vse lastnosti so med seboj prepletene ter povezane.